# Västerbottens museum
Västerbottens museum på Gammliaområdet i Umeå är länsmuseum med ansvar för Västerbottens läns kulturhistoria. Inom museets verksamhet finns profilområdena arkeologi, berättande, byggnadsvård, dokumentärfotografi, etnologi, konst och kulturmiljö. Museets kulturhistoriska samlingar består av föremål, textil, dokument och fotografier. Fotoarkivet innehåller cirka åtta miljoner fotografier och negativ, samt ett stort antal dokumentärfilmer. Utöver museets basutställningar producerar museet varje år tillfälliga utställningar, främst inom konst och dokumentärfotografi.
Till verksamheten hör även friluftsmuseet på Gammlia med tre samevisten. Museets verksamhet utförs i hela Västerbottens län, detta bland annat i form av skolprogram, samarbete kring den digitala portalen "Spår från 10 000 år" och en omfattande uppdragsverksamhet, främst inom det arkeologiska arbetsfältet. På museet producerades, för Västerbottens läns hembygdsförbunds räkning, från 1920 kvartalstidskriften Västerbotten, som lades ned efter 2014 års sista häfte.
Museets logotyp utgörs av en avbildning av en bronslänk från en tusenårig samisk grav i Vargviken vid Vindelälven.

## Urval av basutställningarna

### Sune Jonsson Centrum för Dokumentärfotografi
Fotoarkivet på museet är en samling med omkring åtta miljoner bilder, där bland annat Sune Jonssons alla fotografier och filmer från 1950- till 1990-talen ingår. Västerbottens museum inledde redan kring 1960 ett samarbete med Sune Jonsson som "fotograferande etnolog", vilket 1962 resulterade i utställningen Bilder från den stora flyttningen och två år senare en bok med samma titel. 1968 knöts Jonsson till museet som ”fältetnolog” – en i Museisverige unik befattning, som gav honom frihet och framför allt tid att arbeta med dokumentationsuppdrag.  Museet har också en stor samling av Harald Österbergs fotografier.
Centrumet, som etablerades 2014, visar utställningar och filmer samt håller seminarier och föreläsningar. Centrumet har även ett välsorterat bibliotek med fotografirelaterad litteratur.
| ”              | Det gäller att lägga krokben för tiden och rädda hotade miljöer, människor och företeelser så att vi i framtiden kan möta dem åtminstone i dokumentära fotografier. Detta har alltså varit och förblir min ambition. | „ |
| – Sune Jonsson | |   |

### Konstsamlingen Helge Lindens minne
År 1968 bildades Stiftelsen Helge Lindens minne till minne av konstnären (1897–1961). Konstsamlingen förvaltas sedan 1995 av Västerbottens museum, och innehåller verk av bland andra Siri Derkert, Stig Lindberg, Sture Meijer, Öyvind Fahlström, Carl Fredrik Reuterswärd, Lena Cronqvist, Peter Dahl, Lars Hillersberg, Anna Sjödahl, Lena Svedberg, Lage Lindell, Marie Louise Ekman, Max Book, Endre Nemes, Britt-Ingrid Persson (BIP), Carl Fredrik Reuterswärd, Per Enoksson, Elisabet Oscarsson, Ola Billgren, Linn Fernström, Victoria Andersson, Mats Caldeborg, Nic Langendoen och Anders Sunna, Lennart Rodhe, Channa Bankier, Hans Wigert och Madeleine Pyk.

### Umeå – minnen och framtid
Högst upp i museibyggnaden ligger utställningen om Umeås historia i form av filmer, musik, fotografier och föremål. Utställningen har även fokus på nutid och framtid. Besökare kan också bidra till Umeås historia med egna berättelser och minnen.

### Egilhallen

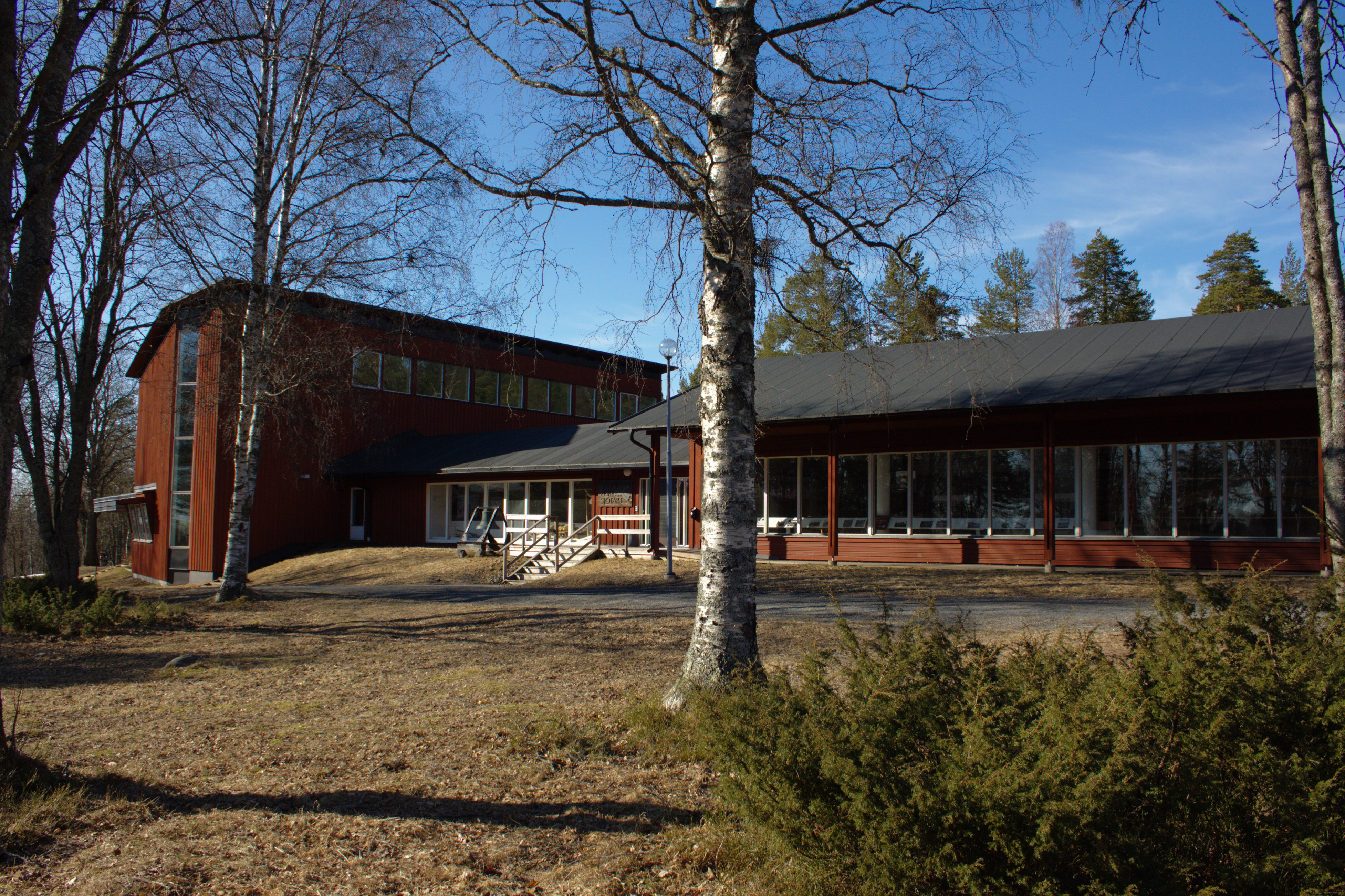
Fiske och sjöfart med Egilhallen till vänster

Nordost om museets huvudbyggnad ligger den rödmålade Egilhallen med bogserbåten Egil. Under sommaren 2022 öppnar den nya interaktiva utställningen Hamnstaden Umeå i Egilhallen.  

## Friluftsmuseiområdet med samiska visten

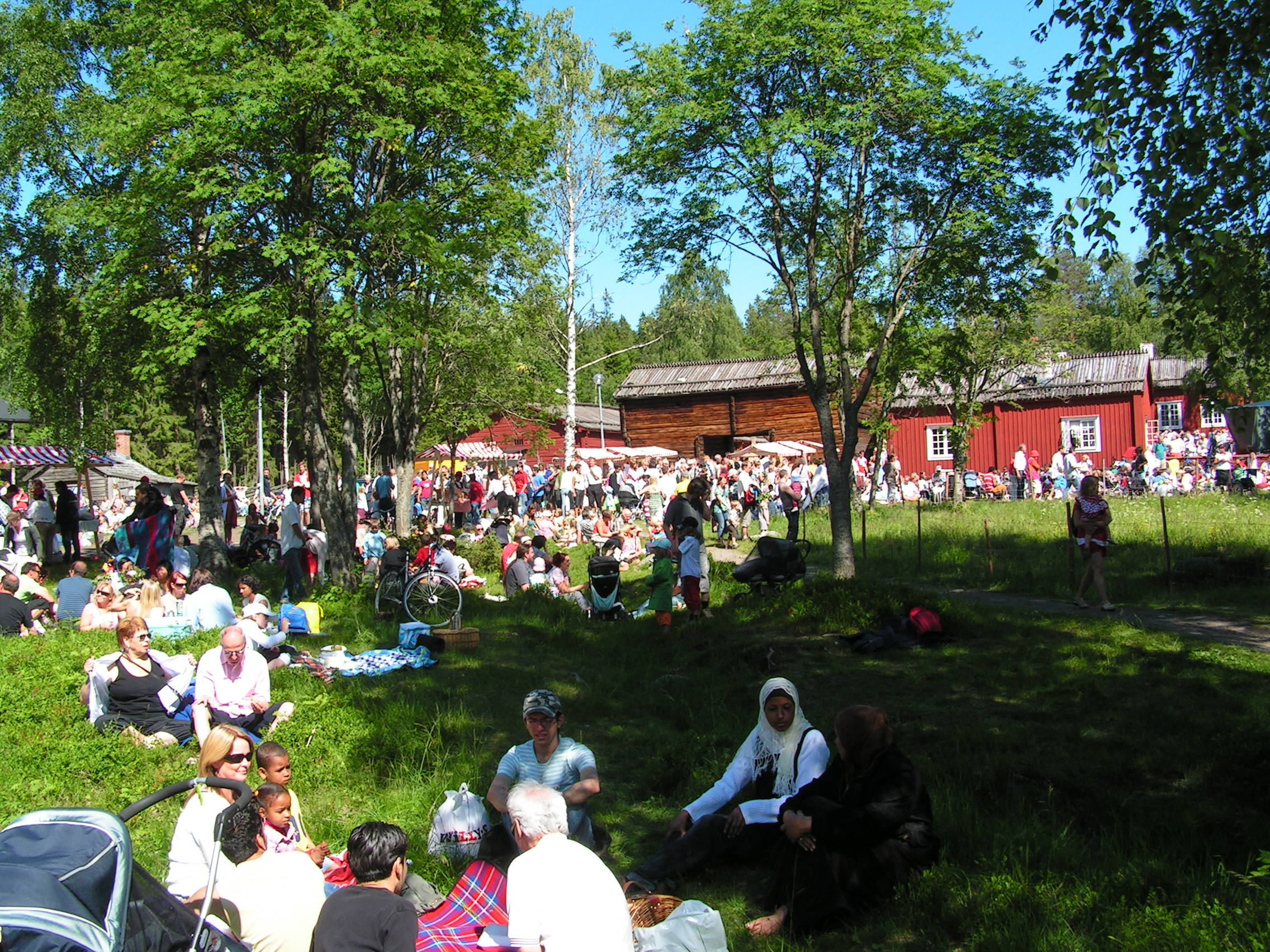
Midsommarfirande på friluftsmuseiområdet.

Västerbottens museums friluftsmuseiområde är med sina byggnader och verksamhet tänkt att ge exempel på hur det kan ha sett ut vid tiden omkring 1860 vid ett västerbottniskt kustjordbruk    
Namnet Gammlia är baserat på Gamli, vilket var det vinnande förslaget i en namntävling som hembygdsföreningen anordnade i samband med Gammlias iordningställande. Gamli är en dialektal form av "den gamla liden".
Byggnaderna på området har förts samman från olika delar av länet; däribland en kyrka, en bruksherrgård, en väderkvarn, en 1800-tals bondgård, en skola och en smedja. 1921 flyttades den första byggnaden till området från Sävar, och benämns numera kort och gott Sävargården. Sommartid är området bemannat med personal som guidar och erbjuder besökare dagliga aktiviteter. Gårdarna är öppna för visning från mitten av juni till slutet av augusti, samt under en årlig julmarknad. Utomhusmiljön är dock alltid tillgänglig för besökare, året om.
Byggnader på området (i urval)
| Helena Elisabeth kyrka  | Åttkantig timmerkyrka från Holmön. Byggd 1802. |
| Sävargården             | Bruksherrgård från Sävar. Byggd 1806. Högkvarter för general Gustaf Wachtmeister under slaget vid Sävar och som den ryske generalen Nikolaj Kamenskijs styrkor intog den 19 augusti 1809. |
| Wallmarksgården         | Ett stort boningshus från norra Renbergsvattnet, Burträsk. Byggd 1736. |
| Jämtebölegården         | Ett boningshus från Jämteböle, Vännäs. Äldsta delarna av huset byggda 1618. |
| Lars Färgares gård      | En av få byggnader som överlevde stadsbranden i Umeå 1888. Troligen byggd i slutet av 1700-talet.                                                                                         |
| Portboden               | En portbod från Yttervik, Bureå. Byggd 1664. |
| Det skogssamiska vistet | Förebilden till det här vistet finns i Koppsele, vid Malån utanför Malå samhälle i norra Västerbotten.                                                                                    |
| Det sydsamiska vistet   | Förebilden finns nordväst om sjön Vuakere i Vilhelmina kommun. Vistet innehåller fyra ursprungliga byggnader: Torvkåta, gåsfotsbod, förrådsställning och getkåta.                         |
| Det nordsamiska vistet  | Förebilden är ett höst- och vårviste i Gausjosjö i Storumans kommun. |

## Historik
Museet har sitt ursprung i att Westerbottens läns Fornminnesförening, bildad 1882, vid ett sammanträde 1886 beslutade att föreningen skulle delas upp i två avdelningar, en nordlig i Skellefteå och en sydlig i Umeå, samt att: ”till förvaringsrum för fornsaker inrättas ett museum i Umeå”. Inledningsvis var detta beläget i den Ullbergska fastigheten i nuvarande kvarteret Thor vid Storgatan. Södra avdelningens föremålssamling förstördes helt i stadsbranden i Umeå 1888.
År 1901 flyttade verksamheten in i det nybyggda läroverket i kvarteret Mimer i centrala staden. På grund av samlingens ökande storlek flyttade museet 1911 till den stora magasinsbyggnaden vid stadens hamn. Redan från starten verkade hembygdsföreningen – bildad år 1919 – för att en museibyggnad skulle uppföras på Gammliaområdet, vilken sedan stod klar år 1939.
Mellan 1921 och 1990 fördes olika äldre byggnader från Västerbottens län till området. Den ursprungliga planen var att ha en bondgård från norra delen av länet och en från den södra, men på grund av kostnaderna valde man att istället ställa samman en del av de nord- och sydvästerbottniska byggnaderna till en enda bondgård.
År 1928 invigdes ett skidmuseum i tornet till hoppbacken i frisksportanläggning Fiskartorpet på Norra Djurgården i Stockholm. År 1963 flyttades dock museets samlingar till Svenska skidmuseet i Umeå.
År 1943 byggdes huvudbyggnaden för Västerbottens museum, ritad av Bengt Romare.
Därefter har museet byggts ut i omgångar; bland annat med Fiske- och Sjöfartsmuseet som byggdes 1976 i anknytning till gårdsgruppen på området. Vid en större utbyggnad, ritad av arkitekt Åke Lundberg, försågs museet med en ny flygel i väster, där det nya Bildmuseet kunde etableras 1981 . År 1994 förlängdes flygeln mot söder så att Bildmuseet fick en egen entré . Under 2012 flyttade Bildmuseet, vars huvudman är Umeå universitet, till en ny byggnad på Konstnärligt campus och Västerbottens museum kunde därmed expandera i dess tidigare lokaler, där det bland annat beretts utrymme för det nya centret för dokumentärfotografi, som invigdes år 2014.